# Giuliano Razzoli
Giuliano Razzoli (Castelnovo ne’ Monti, 1984. december 18. –) olimpiai bajnok olasz alpesisíző.
A szlalom-specialista Razzoli első sikerét a 2005-2006-os szezonban érte el, amikor az olasz bajnokság megnyerését követően bekerült az olasz válogatottba. Az a áttörést 2009 márciusa hozta számára, ekkor második lett egy világkupa-versenyen. 2010 januárjában Zágrábban nyerte első vk-versenyét, egy hónappal később olimpiai bajnok lett.
A 2010-es téli olimpián 16 századmásodperccel előzte meg a horvát Ivica Kostelićet, ezzel olaszként Alberto Tomba sikere után 22 évvel nyerte meg újra a műlesiklás olimpiai számát.

## Versenygyőzelmek
| Dátum             | Helyszín    | Szakág     |
| ----------------- | ----------- | ---------- |
| 2010. január 6.   | Zágráb      | Műlesiklás |
| 2011. március 19. | Lenzerheide | Műlesiklás |